# جنگ زرگری
جنگ زرگری کنایه از مخالفت و جنگی ساختگی و ظاهری و جدال و نزاعی دروغین است که میان دو یا چند تن برای فریفتن شخص سوم یا دیگران درمی‌گیرد. جنگ زرگری پایه  و اساسی جز فریب و زیاده‌طلبی ندارد، در واقع دونفری که به نظر دشمن می‌آیند یک هدف مشترک دارند و جهت پیشبرد آن جنگ زرگری می‌کنند.